# Dictyna calcarata
Dictyna calcarata är en spindelart som beskrevs av Banks 1904. Dictyna calcarata ingår i släktet Dictyna och familjen kardarspindlar. Inga underarter finns listade i Catalogue of Life.